# Jazz Ost-West
Jazz Ost-West war ein Jazzfestival, das seit 1966 alle zwei Jahre in Nürnberg stattfand. Veranstalter war anfangs die Stadt Nürnberg. Es wurde unter dem Patronat der Nürnberger Nachrichten veranstaltet. 
Während des Kalten Krieges diente das Festival zunächst als Begegnungsstätte zwischen Jazzmusikern aus dem Westen und dem Ostblock. Über lange Zeit war hauptsächlich hier für ein deutsches Publikum die Möglichkeit gegeben, sich hier über aktuelle Entwicklung nicht allein in den USA, sondern auch in den verschiedenen Teilen Europas und der damaligen Sowjetunion zu informieren. In den 1990er Jahren verlor das Festival an Bedeutung. Die Zuschauerzahlen gingen zurück und auch das Bayrische Fernsehen übertrug nicht mehr. Der Verein JazzStudio e. V., der zuvor von der Stadt die Organisation übernommen hatte, zog sich ebenfalls zurück, so dass das Festival 2002 wieder von der Stadt übernommen und letztmals durchgeführt wurde.
Auf dem Festival traten u. a. Aziza Mustafa Zadeh, Albert Mangelsdorff, Attila Zoller, Rolf Kühn, Klaus Doldinger, Zbigniew Namysłowski, Peter Herbolzheimer, Barbara Dennerlein, die Bigbands von Dusko Goykovich und Kurt Edelhagen, Tomasz Stańko, Peter Brötzmann, Art Blakey, Sun Ra, Pharoah Sanders, Herbie Mann, Phil Woods, Archie Shepp, Abdullah Ibrahim, Keith Jarrett, Karin Krog, Cecil Taylor, Paul Motian, Egberto Gismonti, Adam Makowicz, Bobby McFerrin, German Clarinet Duo, Eddie Lockjaw Davis, McCoy Tyner, Charlie Mariano, Jasper van’t Hof, Abbey Lincoln, Michel Petrucciani, John McLaughlin, Bill Frisell, Lou Donaldson, Milt Jackson, Trilok Gurtu, Jiří Stivín, Dewey Redman, Carla Bley, Hagaw Association und Terje Rypdal auf. Dort wurde auch der Internationale Jazzpreis der Nürnberger Nachrichten verliehen.
Sein Nachfolger war ab 2005 das Jazzfestival Stimmenfang, das aber 2013 eingestellt wurde.